# Gidget Gein
Gidget Gein (11 septembrie 1969 - 8 octombrie 2008), născut Bradley Stewart, a fost un muzician și artist american. A fost al doilea basist și co-fondator al trupei de metal alternativ, Marilyn Manson. Numele lui de scenă face referire la criminalul în serie Ed Gein și la personajul fictiv al anilor '60, Gidget - fata înnebunită după surfing.

## Discografie
- Suspension of Disbelief (2007)
- Law of Diminishing Return (2007)
- Rig Demons (2007)

1. ↑  Autoritatea BnF, accesat în 10 octombrie 2015
2. ↑  BRADLEY STEWART, Los Angeles County Medical Examiner Case Search, accesat în 9 martie 2023